# Michele Frangilli
Michele Frangilli (* 1. Mai 1976 in Gallarate, Provinz Varese) ist ein italienischer Bogenschütze, der jeweils eine Goldmedaille, eine Silbermedaille sowie eine Bronzemedaille mit der italienischen Bogenmannschaft bei verschiedenen Olympischen Spielen gewann. Außerdem ist er mehrfache Weltmeister mit dem Recurvebogen in verschiedenen Disziplinen. Er ist bisher der einzige der jeweils einen Weltmeistertitel in allen drei Stilarten (Target, Halle, Feldbogen) und dies sowohl im Einzel als auch mit der Mannschaft gewinnen konnte. Weiterhin war er mehrmals die Nummer 1 der Weltrangliste, zuletzt am 20. Juni 2005.

## Werdegang
Der 1,81 Meter große Frangilli gewann 1995 bei der Freiluftweltmeisterschaft in Jakarta mit der italienischen Mannschaft Silber, hinter der Mannschaft aus Südkorea. Bei den Olympischen Spielen 1996 in Atlanta erreichte Frangilli im Einzelwettbewerb den sechsten Platz, mit der Mannschaft gewann er die Bronzemedaille. 1997 gewann er erneut Bronze bei der Hallenweltmeisterschaft, 1999 wurden die Italiener in der Halle Zweiter hinter den Australiern. Bei der Freiluftweltmeisterschaft im französischen Riom gewannen Matteo Bisiani, Ilario Di Buò und Michele Frangilli den Titel in der Mannschaftswertung gegen das Team aus Südkorea. Ein Jahr später konnten sich die Südkoreaner im olympischen Finale revanchieren und gewannen Gold vor den Italienern. 2001 gehörte Frangilli erneut zum italienischen Weltmeisterschaftsaufgebot, als die Mannschaft wieder Silber hinter den Koreanern gewann. 2003 gewann die italienische Mannschaft Gold bei der Hallenweltmeisterschaft. Bei der Freiluftweltmeisterschaft erhielt die Mannschaft Bronze, in der Einzelwertung gewann Frangilli den Titel und wurde damit zum ersten italienischen Einzelweltmeister in der olympischen Bogenklasse. Bei den Olympischen Spielen 2004 in Athen erreichten die Italiener nur den siebten Platz.
Acht Jahre später nahm er erneut an den Olympischen Spielen teil und gewann bei den Olympischen Spielen 2012 in London, zusammen mit Marco Galiazzo und Mauro Nespoli, Gold in der Herrenwertung.
Frangilli ist Sportsoldat der italienischen Luftwaffe und hält weiterhin zwei Weltrekorde im Bogenschießen.